# Жданок, Сергей Александрович
Сергей Александрович Жданок (род. 20 января 1953, Минск) — белорусский физик, академик Национальной академии наук Беларуси (2003). Заслуженный деятель науки Республики Беларусь (2008).

## Биография
Родился 20 января 1953 в Минске.
Окончил Московский физико-технический институт (1976).
С 1979 г. работал в Институт тепло- и массообмена имени А. В. Лыкова НАН Беларуси: инженер, старший инженер, младший, старший научный сотрудник, с 1983 г. заведующий лабораторией, руководитель отделения, в 2005—2009 гг. директор.
Доктор физико-математических наук (1994), профессор (2006). С 2000 г. член-корреспондент, с 2003 г. академик Национальной академии наук Беларуси (специальность — физика горения и взрыва).
В 2002—2004 гг. главный учёный секретарь НАНБ. С 2004 г. академик-секретарь Отделения физико-технических наук НАНБ.
С 2009 г. председатель научно-технического совета научно-производственного предприятия «Перспективные исследования и технологии».
Научные интересы — физика и химия неравновесных процессов и их технических приложений.
Автор более 300 научных работ, в том числе 3 монографий. Получил 33 патента и авторских свидетельства на изобретения.
Лауреат Государственной премии Республики Беларусь 2003 г. за разработку научных основ, создание и внедрение новых энергоэффективных тепломассообменных технологий и оборудования для энергетического комплекса и других отраслей народного хозяйства.
Лауреат премии НАН Беларуси 2003 г. за монографию «Физика фильтрационного горения газов» и международной премии НАН Беларуси имени академика А. В. Лыкова 2007 г. за цикл работ «Теплообмен в многофазных средах при физико-химических превращениях».
Заслуженный деятель науки Республики Беларусь (2008). Награждён медалью Франциска Скорины (2002).

## Основные публикации
- Gordiets B. F., Zhdanok S. Analytical Theory of Vibrational Kinetics of Anharmonic Oscillators // Nonequilibrium vibrational kinetics. — Springer-Verlag, 1986. — P. 47-84. — doi:10.1007/978-3-642-48615-9_3.
- Гордиец Б. Ф., Жданок С. А. Аналитическое описание колебательной кинетики ангармонических осцилляторов // Неравновесная колебательная кинетика / под ред. M. Капителли. — М.: Мир, 1989. — С. 61-103. — ISBN 5-03-000988-4.
- Добрего К. В., Жданок С. А. Физика фильтрационного горения газов. — Минск: ИТМО, 2002. — ISBN 985-6456-29-0.
- Футько С. И., Жданок С. А. Химия фильтрационного горения газов. — Минск: Белорусская наука, 2004. — ISBN 985-08-0611-7.
- Васильев Г. М., Жданок С. А. Кинетические и транспортные процессы в молекулярных газовых лазерах. — Минск: Белорусская наука, 2010. — ISBN 978-985-08-1177-6.